# Województwo nowogródzkie (I Rzeczpospolita)
Województwo nowogródzkie – województwo Wielkiego Księstwa Litewskiego, utworzone w 1507 r. z części województwa trockiego, wchodziło w skład Rzeczypospolitej Obojga Narodów od 1569.
Dzieliło się na trzy powiaty:
- nowogródzki – powierzchnia 25 870 km²
- słonimski – powierzchnia 6240 km²
- wołkowyski – powierzchnia 4810 km²[3]

Senatorów miało województwo nowogródzkie dwóch: wojewodę i kasztelana. Sejmiki powiatowe wybierały po dwóch posłów na Sejm i dwóch deputatów do Trybunału Głównego Wielkiego Księstwa Litewskiego. Posiadało 3 starostwa grodowe: w Nowogródku (należało do wojewody), Słonimie i Wołkowysku. Ekonomie nowogródzka i słonimska należały do dóbr stołowych wielkiego księcia litewskiego. Mundurem wojewódzkim był kontusz szkarłatny z czarnym żupanem.

Województwo nowogródzkie i Polesie (województwo brzeskolitewskie) na mapie z 1665

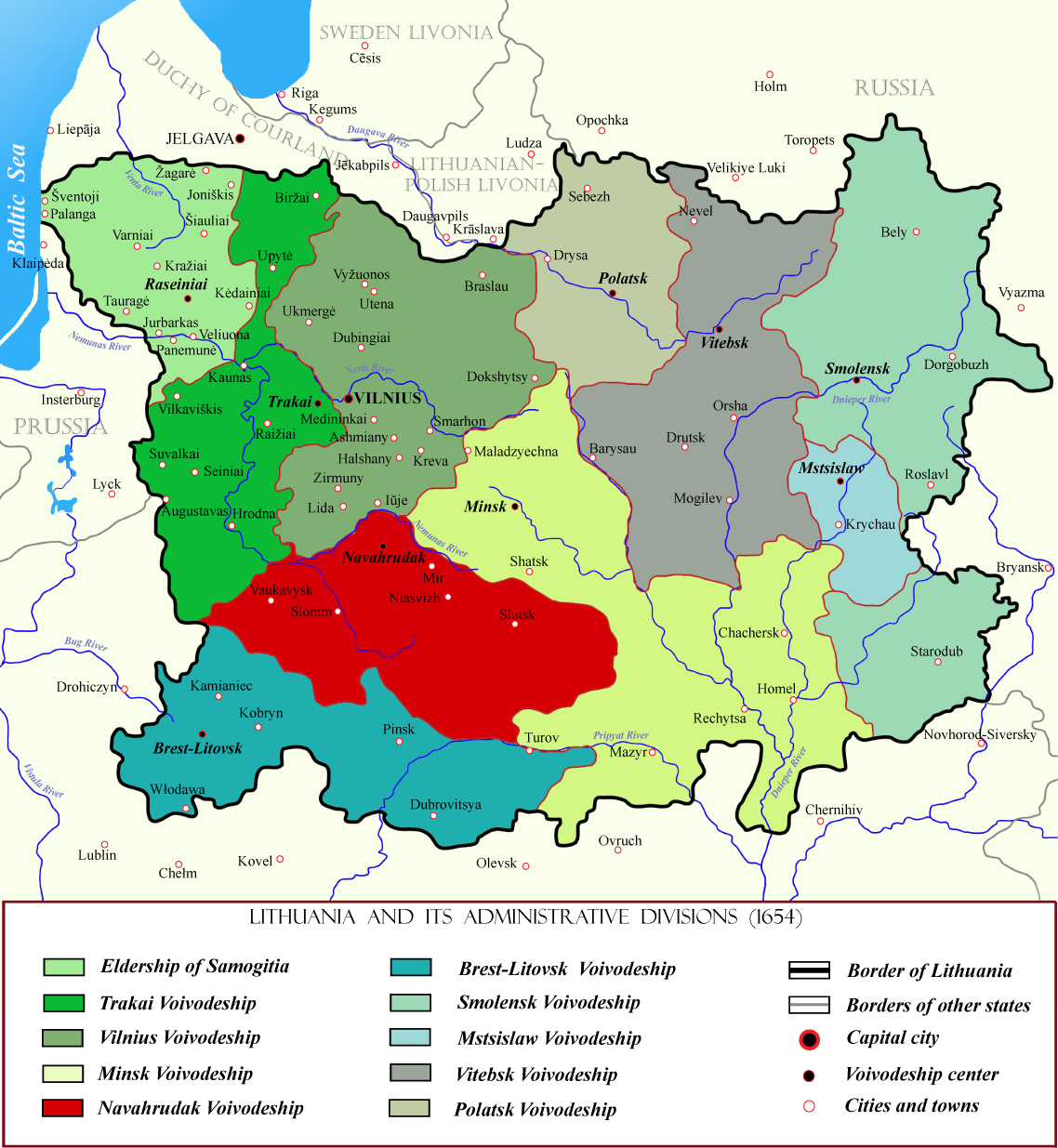
     Położenie województwa nowogródzkiego na mapie Wielkiego Księstwa Litewskiego